# Giovanni Hautmann

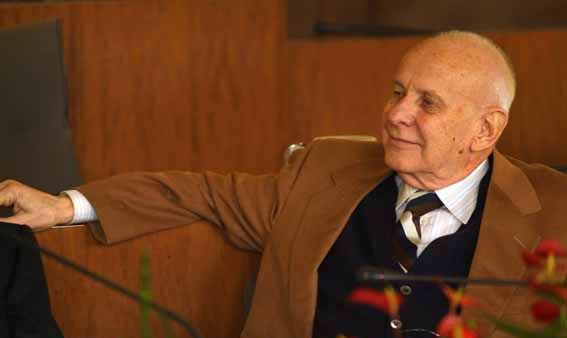
Giovanni Hautmann (psicoanalista SPI)

Giovanni Hautmann (Firenze, 3 maggio 1927 – Firenze, 11 ottobre 2017) è stato uno psicoanalista italiano.

## Biografia
Nasce nel 1927 a Firenze, dove si è laureato in medicina nel 1952. Dal 1963 è psicoanalista della Società psicoanalitica italiana, di cui è stato presidente dal 1986 al 1990. Ha fondato nel 1974 il Centro Psicoanalitico di Firenze insieme a Stefania Manfredi Turillazzi, Arrigo Bigi, Giordano Fossi, Franco Mori. Ha pubblicato diversi contributi clinici e teorici, in gran parte sulla Rivista di Psicoanalisi. Ha svolto attività clinica, di direzione e di consulenza in ambiti universitari, del Servizio sanitario nazionale e di Istituzioni di Neuropsichiatria Infantile.
Dal 1974 al 1982 è stato segretario del Comitato Generale del Training della SPI. Dal 1982 al 1986 è stato vicepresidente della SPI, per poi diventarne presidente fino al 1990. 
Dal punto di vista teorico ha sviluppato gli apporti di A. Segal, H. Rosenfeld, B. Joseph, I. Pick, S. Resnik, M. Spira, D. Meltzer e M. Harris. Si è inoltre sempre riconosciuto come debitore verso il pensiero di W. Bion.
Come scrivono Gregorio Hautmann e Andrea Marzi nel capitolo a lui dedicato nel volume "La Società Psicoanalitica Italiana" a cura di Fabio Castriota (2020), Giovanni Hautmann sin dai primi anni '60, in anticipo sui tempi, si occupa anche di psicoanalisi dei bambini e degli adolescenti, oltre che di adulti anche con problematiche psicotiche e borderline. E’ da quegli anni anche consulente e supervisore di varie strutture psicopedagogiche e psichiatriche per adulti, bambini ed adolescenti mettendo via via a punto una sua tecnica di intervento che concettualizza come "gruppo di supervisione" venendo ad occuparsi, quindi, anche di dinamiche gruppali.

## Il pensiero
Gregorio Hautmann e Andrea Marzi scrivono - nel capitolo dedicato al suo pensiero contenuto nel volume "Giovanni Hautmann e la passione del pensiero" a cura di Gabriellini, Luperini e Nissim - che Hautmann intende l'essenza della psicoanalisi come un'operazione che conduce a crescita e trasformazione. Essa si realizza al suo ottimo nella situazione analitica. Quest’ultima, concetto centrale nella sua teorizzazione, rappresenta l’unità elementare vivente della psicoanalisi, analogamente a quello che è la cellula per un organismo biologico ed è da intendersi come metodo che trascende i singoli modelli e teorie usate dagli psicoanalisti. Essa è costituita dal legame indiscongiungibile tra l'oggetto del lavoro analitico, lo strumento peculiare del lavoro analitico e la condizione in cui tale lavoro analitico necessariamente opera". Nessuno di questi tre elementi, da solo, è sufficiente a fondare la situazione analitica, per la cui costituzione è necessaria la relazione integrativa tra questi tre elementi. L'oggetto della situazione analitica è il fantasma (o fantasia), conscio e inconscio, che viene trasformato dall'interpretazione, che è lo strumento dell'analisi, mentre la condizione entro cui si svolge il lavoro analitico è il setting. Esso è contenitore ludico che assicura un isolamento parziale dal mondo esterno, e consente una sorta di accecamento funzionale atto a stabilire un miglior contatto con il mondo emotivo del paziente. La situazione analitica è quindi rappresentabile da un triangolo equilatero ai cui vertici si trovano Interpretazione (I), Fantasia (F) e Setting (S). I lati di tale triangolo sono rappresentati dal Processo Analitico (IF), dal Senso di Realtà (SF) e dalla Relazione Analitica (IS).
All’interno della situazione analitica, rifacendosi ai concetti di Bion di legame simbiotico, conviviale e parassitario, Hautmann considera una dimensione puntuale e discreta quella della relazione conviviale o parassitaria, mentre attribuisce una dimensione continua al legame simbiotico. Tenendo presente la relazione tra pensiero (K) e realtà ultima (O), in cui il pensiero o cerca di non modificarsi (O -> K) o di arrivare alla Verità o Realtà Ultima (K -> O), è dal tipo di rapporto tra questi due elementi che dipende la qualità relazione: conviviale, simbiotica o parassitaria. L'interpretazione deve quindi tendere a riassorbire O in K. È in questa oscillazione O<->K che avviene la trasformazione analitica, attraverso la formazione di una pellicola di pensiero su cui Hautmann stesso scrive:
"La situazione analitica si pone come il luogo che garantisce il formarsi, nella continuità, della pellicola di pensiero che integra i momenti discreti della evoluzione mentale, pure organizzati dalla situazione analitica medesima; essa di pone come equivalente di un tessuto mentale in formazione, prodotto dal contatto della mente dell'analizzando e della mente dell'analista, in cui si possono differenziare i fenomeni inerenti alla formazione del Sé ed all'evoluzione relazionale, costituitivi della crescita mentale." (Hautmann, 2002, p. 287)
La pellicola di pensiero ha quindi a che fare con il formarsi del Sé, è concetto che richiama la pelle (alcuni anni prima dell'IO-pelle di Anzieu) e al contempo la pellicola fotografica. Nella relazione analista-paziente, così come in quella madre-neonato, si ha una prima forma di contatto creativo che porta alla formazione di una pellicola di pensiero. La formazione di tale pellicola rappresenta un momento integrativo di stimoli sensoriali, emotivi ed ideativi ed è dalla formazione di tale pellicola che comincia il processo di separazione-individuazione del bambino. Questo processo avviene certo nell’ambito della Funzione Alpha, grazie alla capacità materna e analitica di creare rappresentazioni lì dove mancavano. Si tratta, scrivono Hautmann e Marzi (2020). "della condizione in cui un'emozione speculare al sentirsi contenuto nel corpo e nella mente della madre sia raffigurabile con l'abbozzarsi di un contenitore [...]. Si costituirebbe, in altre parole, una sorta di film atto a simbolizzare protoemozioni e/o protosensazioni attraverso una sorta di rispecchiamento, che produrrebbe il primitivo abbozzo del senso di Sé, poi replicatesi nel rispecchiamento del bambino al seno, nello sguardo della madre, con reciproca mutualità". (p. 281)
Hautmann ipotizza, inoltre, l'esistenza di elementi gamma, (oltre agli elementi Alpha e Beta di Bion) che aiuterebbero la comprensione di quelle patologie dove il deficit della Funzione Alpha riguarda solo alcuni elementi, in particolare, quelli precursori delle emozioni (elementi Gamma appunto) e non i precursori delle sensazioni (elementi Beta). Questa specificazione aiuta la comprensione di alcune patologie in cui a risultare compromesso è, in particolare, la rappresentazione emozionale e non quella sensoriale in generale (per esempio disturbi dello spettro autistico). 
Lo splitting cognitivo primario, altro concetto introdotto da Hautmann (1982), è l'espressione di un malfunzionamento di questa pellicola e che si manifesta come una condizione patologica in cui non avviene un'integrazione di elementi Beta e Gamma, ad opera della funzione Alfa, dando luogo a pseudo-percezioni e pseudo-rappresentazioni.

## Opere
- Hautmann, G. (1999), La psicoanalisi tra arte e biologia. Roma: Borla.
- Hautmann, G. (1999). Il mio debito con Bion. Roma: Borla.
- Hautmann, G. (2002). Funzione analitica e mente primitiva. Pisa: ETS.
- Gabriellini, G. (Ed.). (2010). Giovanni Hautmann e il pensiero gruppale. Dialogo sulla gruppalità tra Giovanni Hautmann e Salomon Resnik. Pisa: Felici.
- Brignone A. (Ed.) (1999). I seminari analitici di gruppo di Giovanni Hautmann. Pisa: ETS.
- Bruschi, F., Nanni, C., Ragonesi, L., Rossi, A., Vaccari, & P. (Eds.). (2021). Gruppalità e funzione analitica nei seminari con Giovanni Hautmann. Pisa: ETS.
- Gabriellini, G., Luperini, A. & Nissimi, S. (Eds.). (2020).  Giovanni Hautmann e la passione del pensiero. Milano: Mimesis.